# Çaltıcak, Dursunbey
Çaltıcak là một xã thuộc huyện Dursunbey, tỉnh Balıkesir, Thổ Nhĩ Kỳ. Dân số thời điểm năm 2010 là 80 người.